# إميل فوغل
إميل فوغل (بالألمانية: Emil Vogel)‏ هو ضابط ألماني، ولد في 20 يوليو 1894 في تسفيكاو في ألمانيا، وتوفي في 1 أكتوبر 1985 في مولهايم أن در رور في ألمانيا.